# Dianthus kubanensis
Dianthus kubanensis är en nejlikväxtart som beskrevs av Boris Konstantinovich Schischkin. Dianthus kubanensis ingår i släktet nejlikor, och familjen nejlikväxter. Inga underarter finns listade i Catalogue of Life.